# Acanthoclonia tisiphone
Acanthoclonia tisiphone är en insektsart som först beskrevs av John Obadiah Westwood 1859.  Acanthoclonia tisiphone ingår i släktet Acanthoclonia och familjen Pseudophasmatidae. Inga underarter finns listade i Catalogue of Life.